# Leda (satelit)
Leda /'le.da/, cunoscut și sub numele de Jupiter XIII, este un satelit neregulat prograd al lui Jupiter. A fost descoperit de Charles T. Kowal la Mount Palomar Observatory pe 14 septembrie 1974, după ce au fost făcute plăci fotografice pentru trei nopți (11-13 septembrie; Leda apărea pe toate). A fost numit după Leda, care a fost violată de Zeus, echivalentul grecesc al lui Jupiter (care a venit la ea sub forma unei lebede). Kowal a sugerat numele și IAU l-a aprobat în 1975.
Leda aparține grupului Himalia, sateliți care orbitează între 11 și 13 Gm de Jupiter cu o înclinație de aproximativ 27,5°. Elementele orbitale prezentate aici sunt din ianuarie 2021, dar se schimbă continuu din cauza perturbațiilor solare și planetare.

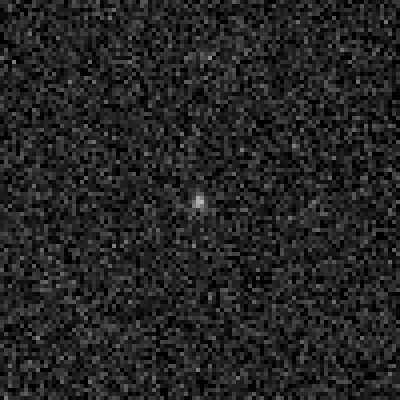
Imagine cu o singură expunere cu Leda făcută de către nava spațială Wide-Field Infrared Survey Explorer (WISE) în 2010